# Cobden (Illinois)
Cobden es una villa ubicada en el condado de Union en el estado estadounidense de Illinois. En el año 2010 tenía una población de 1.116 habitantes y una densidad poblacional de 351 personas por km².

## Geografía
Cobden se encuentra ubicada en las coordenadas 37°32′2″N 89°15′19″O / 37.53389, -89.25528.

## Demografía
Según la Oficina del Censo en 2000 los ingresos medios por hogar en la localidad eran de $26,36, y los ingresos medios por familia eran $32,50. Los hombres tenían unos ingresos medios de $25,93 frente a los $19,42 para las mujeres. La renta per cápita para la localidad era de $13,97. Alrededor del 22,1% de la población estaban por debajo del umbral de pobreza.